# 棘阳县
棘阳县，古县名，西汉汉高祖七年（公元前200年）置县。因位于棘水（今南阳溧河）以东故名，治所在今河南省新野县东部偏北十余公里的前高庙乡张楼村。

## 历史
周朝时，是诸侯国谢国属地。战国时，属楚国 。公元前304年楚怀王与秦昭襄王在这里签订了“黄棘之盟”。 西汉汉高祖七年（公元前200年）置县，封杜得臣为棘阳侯。北魏时，为了区别于其西北三十里处设置的西棘阳县（县治位于今新野县沙堰镇古城村），而改名为南棘阳县。西魏魏文帝大统元年（535年），南棘阳县被改名为百宁县。北周时，棘阳县与新野县合并为新野县。
新野县前高庙乡的汉代棘阳故城遗址尚存，遗址有诸多的汉墓、汉井、房基、街巷、水道、石兽等古迹，当地仍有“大堂”、“岑坟”、“花园”等地名流传。